# Públio Vílio Tápulo
Públio Vílio Tápulo (em latim: Publius Villius Tappulus) foi um político da gente Vília da República Romana eleito cônsul em 199 a.C. com Lúcio Cornélio Lêntulo.

## Segunda Guerra Púnica
Em 204 a.C., Tápulo foi nomeado edil e, nos dois anos seguintes, foi primeiro pretor e propretor na Sicília. Depois do final da guerra, foi um dos decênviros nomeados para distribuir terras entre os veteranos de Cipião Africano em Sâmnio e na Apúlia.

## Consulado (199 a.C.)
Foi nomeado cônsul em 199 a.C. com Lúcio Cornélio Lêntulo e foi imediatamente enviado para o Reino da Macedônia para assumir o comando do exército de Públio Sulpício Galba Máximo. Durante seu mandato, não travou nenhuma batalha importante e foi substituído no ano seguinte por Tito Quíncio Flaminino.

## Anos finais
No ano seguinte, foi legado de Flamínio juntamente com Galba Máximo. Depois da derrota de Filipe, em 196 a.C., foi um dos dez enviados pelo Senado para determinar com Flamínio as condições de paz com rei da Macedônia. Depois de firmar a paz, Tápulo foi enviado à corte de Antíoco III, o Grande, na Síria selêucida. Em 193 a.C., foi novamente até a corte de Antíoco e, finalmente, no ano seguinte, foi um dos embaixadores romanos enviados à Grécia.